# Campeonato Mundial de Ciclismo em Pista de 2015
O Campeonato Mundial de Ciclismo em Pista de 2015 foi realizado em Paris, na França, entre 18 e 22 de fevereiro de 2015, sob a organização da União Ciclística Internacional e da Federação Francesa de Ciclismo.

## Quadro de medalhas
| Ordem | País           | Medalha de ouro | Medalha de prata | Medalha de bronze | Total |
| ----- | -------------- | --------------- | ---------------- | ----------------- | ----- |
| 1     | França         | 5               | 0                | 2                 | 7     |
| 2     | Austrália      | 4               | 4                | 3                 | 11    |
| 3     | Alemanha       | 3               | 1                | 3                 | 7     |
| 4     | Rússia         | 2               | 2                | 0                 | 4     |
| 5     | Países Baixos  | 1               | 2                | 1                 | 4     |
| 5     | Nova Zelândia  | 1               | 2                | 1                 | 4     |
| 7     | China          | 1               | 0                | 1                 | 2     |
| 8     | Colômbia       | 1               | 0                | 0                 | 1     |
| 8     | Suíça          | 1               | 0                | 0                 | 1     |
| 10    | Reino Unido    | 0               | 3                | 0                 | 3     |
| 11    | Espanha        | 0               | 2                | 0                 | 2     |
| 12    | Estados Unidos | 0               | 1                | 2                 | 3     |
| 13    | Itália         | 0               | 1                | 1                 | 2     |
| 14    | Japão          | 0               | 1                | 0                 | 1     |
| 15    | Canadá         | 0               | 0                | 2                 | 2     |
| 16    | Bélgica        | 0               | 0                | 1                 | 1     |
| 16    | Cuba           | 0               | 0                | 1                 | 1     |
| 16    | Malásia        | 0               | 0                | 1                 | 1     |
| Total | Total          | 19              | 19               | 19                | 57    |